# Гори, гори, моя звезда (фильм)
«Гори, гори, моя звезда» (рабочее название — «Комедия об Искремасе») — советский художественный фильм, трагикомедия режиссёра Александра Митты 1969 года.

## Сюжет
События картины происходят в России во время гражданской войны. В небольшом провинциальном городке к власти приходят то красные, то белые, то зелёные. Главный герой — театральный режиссёр Владимир Искремас (псевдоним, который означает «Искусство — революционным массам») ставит трагедию о Жанне д’Арк. Он одержим театром и идеями его преобразования в условиях нового революционного искусства.

## В ролях
- Олег Табаков — Владимир Искремас
- Олег Ефремов — Фёдор, художник-самородок
- Евгений Леонов — Пашка, хозяин иллюзиона
- Елена Проклова — Христина Котляренко
- Леонид Дьячков — Охрим
- Леонид Куравлёв — комиссар Сердюк
- Владимир Наумов — штабс-капитан

## В эпизодах
- Павел Винник — муж в немом кино
- Константин Воинов — белый офицер
- Микаэла Дроздовская — жена штабс-капитана
- Анатолий Елисеев — Вахромеев, убийца Фёдора
- Нонна Мордюкова — мадам
- Ирина Мурзаева — тапёрша
- Татьяна Непомнящая — Маргарита Власьевна, танцовщица
- Любовь Соколова — жена Фёдора
- Т. Полякова — жена в немом кино
- Лев Поляков — любовник в немом кино
- Александр Пороховщиков — белый офицер
- Александр Филиппенко — «стрелок», белый офицер
- Людмила Хмельницкая — Анюта, высокая танцовщица
- Марлен Хуциев — князь
- Борис Болдыревский (нет в титрах)
- Александр Милютин — конвоир (нет в титрах)
- Рогволд Суховерко — «зелёный», подручный Охрима (нет в титрах)

## Съёмочная группа
- Автор сценария: Юлий Дунский, Валерий Фрид, Александр Митта
- Режиссёр: Александр Митта
- Оператор: Юрий Сокол
- Композитор: Борис Чайковский
- Художник: Борис Бланк
- Звукооператор: Игорь Урванцев

Рабочее название картины «Комедия об Искремасе» не было принято комиссией при приёмке картины. Митта придумал новое название «Гори, гори, моя звезда» — совпадающее с известным романсом.
В фильме в эпизодических ролях снялись известные кинорежиссёры Владимир Наумов, Марлен Хуциев и Константин Воинов, в роли второго плана — театральный режиссёр Олег Ефремов и в главной роли — будущий театральный режиссёр Олег Табаков. На роль Искремаса пробовался режиссёр Ролан Быков. Однако его кандидатура, поддержанная Александром Миттой, была отвергнута комиссией. По мнению самого Александра Митты, цензоры пришли к тому же выводу, что и он сам: Искремас в исполнении Ролана Быкова будет вызывать у зрителя ассоциации со Всеволодом Мейерхольдом. Образ, создаваемый Олегом Табаковым, больше напоминал Сергея Эйзенштейна и был сочтён политически приемлемым.